# Jordi Balk
Jordi Balk (* 16. April 1994 in Cothen) ist ein niederländischer Fußballspieler.

## Karriere
Balk begann seine Karriere beim FC Utrecht. 2012 spielte er erstmals für die Reservemannschaft. Nachdem er den Sprung zu den Profis nicht geschafft hatte, wechselte Balk zur Saison 2014/15 nach Schottland zum Erstligisten Ross County. Im August 2014 debütierte er für Ross County in der Premiership, als er am dritten Spieltag jener Saison gegen den FC Kilmarnock in der Startelf stand.
Im November 2014 wurde sein Vertrag bei den Schotten aufgelöst.
Im Januar 2015 kehrte er in die Niederlande zurück, wo er sich dem Zweitligisten FC Oss anschloss, bei dem er einen bis Saisonende gültigen Vertrag erhielt. Nach dem halben Jahr wurde sein Vertrag bis 2017 verlängert.
Nach dem Auslaufen des Vertrages verließ er Oss im Sommer 2017. Daraufhin schloss er sich im Juli 2017 dem irischen Erstligisten St Patrick’s Athletic an.